# Milnthorpe
Milnthorpe är en by och en civil parish i  Cumbria, England. Orten har 2 106 invånare (2001).